# Marco Fortini
Don Marco Fortini (Fratta Polesine, 26 aprile 1784 – Fratta Polesine, 28 maggio 1848) è stato un presbitero e patriota italiano, carbonaro; condannato a morte nel 1820, fu recluso nella fortezza dello Spielberg.

## Biografia
Nato in una povera famiglia contadina, studiò nel seminario vescovile di Adria grazie all'aiuto finanziario di una nobildonna veneta; fu ordinato presbitero il 18 marzo 1808 e nel 1818 fu nominato, oltre che insegnante, parroco della chiesa dei santi apostoli Pietro e Paolo di Fratta Polesine.
Nel 1817 fu iniziato da Antonio Villa alla Carboneria, una organizzazione alla quale aderivano molti fra gli scontenti della situazione politica dopo la Restaurazione, in particolare coloro che detestavano il dominio austriaco. A Fratta gli affiliati alle società segrete erano numerosi, quasi tutti amici o conoscenti di vecchia data che si riunivano attorno alla baronessa Cecilia Monti, moglie dell'ex generale napoleonico Jean Baptiste Arnaud e cospiratrice della società bonapartista Épingle noire (spilla nera).
Come nelle organizzazioni di Buonarroti, anche nella Carboneria gli adepti erano divisi in vari gradi: i membri dei gradi superiori della setta, detta Guelfia, aderivano a un programma radicale giacobino, quelli dei gradi inferiori a un programma costituzionale liberale. La maggior parte dei Carbonari della Fratta, tuttavia, non conosceva a fondo la missione della Carboneria. Fortini apparteneva a quest'ultimo gruppo: fece opera di proselitismo alla Carboneria, ma non andò mai oltre il grado di "apprendente".
L'11 novembre 1818 Fortini fu uno dei partecipanti a un convito di carbonari nella villa degli Arnaud. La delazione di uno dei partecipanti, forse un nipote di Cecilia Monti, portò la polizia alla scoperta della "vendita" di Fratta e all'arresto del Villa; costui rese ampia confessione e, fra i primi nomi, fece quello del Fortini, il quale il 7 gennaio 1819 fu arrestato con l'accusa di appartenenza alla Carboneria e apostasia della fede cattolica. Fortini negò l'apostasia, ma confessò l'appartenenza alla Carboneria del Polesine, alla quale attribuì i caratteri di un'organizzazione filantropica sciolta all'inizio del 1817.
Il 5 luglio 1820 il magistrato austriaco Antonio Salvotti lo costrinse a confessare perfino il giuramento di abiura alla religione, impostogli dal Villa al momento dell'affiliazione alla Carboneria, per cui il 29 agosto 1820 Fortini fu condannato a morte per alto tradimento insieme ad altri sette carbonari (Antonio Villa, Eleuterio Felice Foresti, Antonio Solera, Antonio Fortunato Oroboni, Giovanni Bacchiega, Pietro Rinaldi e Girolamo Lombardi)).
Il 29 ottobre 1821 la pena capitale fu commutata in quindici anni di reclusione nella fortezza dello Spielberg; Fortini subì inoltre anche la riduzione allo stato laicale inflittagli dal patriarca di Venezia Pyrker (24 dicembre 1821). Nello Spielberg la condotta del Fortini fu esemplare (per esempio, Silvio Pellico lo definì «uomo tutto religione e carità»). Liberato nel maggio del 1828, ritornò a Fratta. Il 27 maggio 1830 fu reintegrato nelle funzioni sacerdotali. Trascorse gli ultimi anni della sua vita a Fratta.